# Таџикистан на Зимским олимпијским играма 2002.
Таџикистан је дебитовао Зимским олимпијским играма, у Солт Лејк Ситију на Олимпијским играма 2002.. Представљао да је један скијаш који се такмичио у две дисциплине алпског скијања. 
Таџикаданстан није освојио ниједну медаљу.
Заставу Таџикистана на свечаној церемонији отварања Олимпијских игара 2002. носио је Гафар Мирзојев.

## Мушкарци
| Такмичар        | Дисциплина      | Резултати     | Резултати               | Резултати               | Резултати               | Резултати               | Детаљи |
| Такмичар        | Дисциплина      | 1. трка       | 2. трка                 | Укупно                  | Заостатак               | Пласман/учес            | Детаљи |
| --------------- | --------------- | ------------- | ----------------------- | ----------------------- | ----------------------- | ----------------------- | ------ |
| Алексеј Дрјугин | Велеслалом      | 1:22,01 (=68) | Није завршио другу трку | Није завршио другу трку | Није завршио другу трку | Није завршио другу трку |        |
| Алексеј Дрјугин | Супервелеслалом |               |                         | Није завршио трку       | Није завршио трку       | Није завршио трку       |        |